# رونن روبینستاین
رونن روبینستاین (عبری: רונן רובינשטיין‎؛ زادهٔ ۷ نوامبر ۱۹۹۳) بازیگر، کارگردان فیلم، و نویسنده اهل ایالات متحده آمریکا است. وی از سال ۲۰۱۱ میلادی تاکنون مشغول فعالیت بوده‌است.